# Butler (Ohio)
Pour les articles homonymes, voir Butler.
Butler est un village américain situé dans le comté de Richland, dans l'Ohio. Selon le recensement de 2010, sa population est de 933 habitants.